# Codru și salon
„Codru și salon” este o poezie de Mihai Eminescu, scrisă în 1877 și publicată pentru prima oară după moartea poetului.